# Tveit (Norwegen)

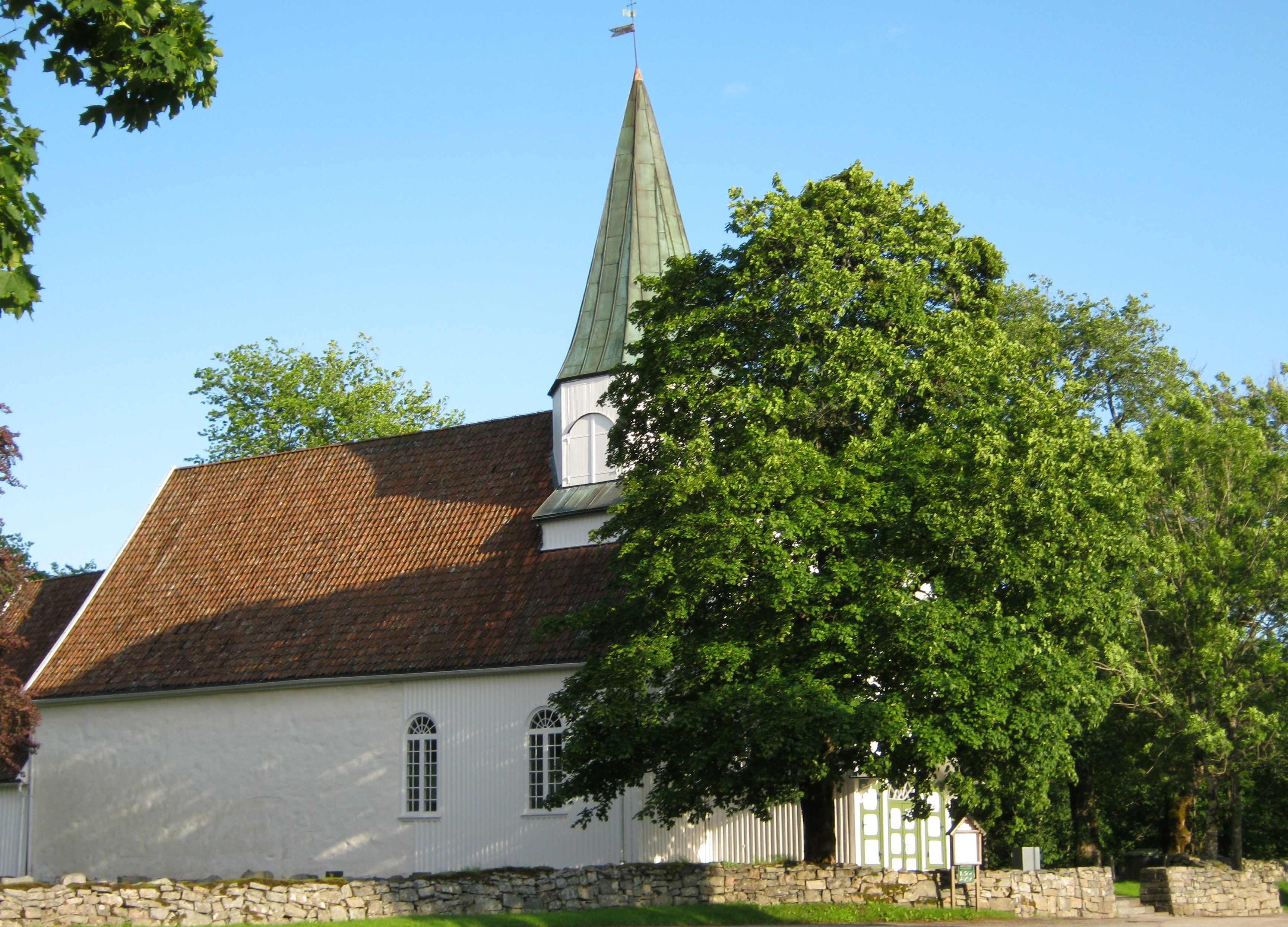
Steinkirche aus dem 12. Jahrhundert

Tveit ist eine Ortschaft in der norwegischen Kommune Kristiansand in der Provinz (Fylke) Agder und eine ehemalige Kommune. Der Ort hat 1605 Einwohner (Stand: 1. Januar 2024).
In Tveit liegt der Flughafen Kristiansand. Tveit liegt auf der Ostseite des Tovdalselva Flusses – auch bekannt als Topdalselva. Zum Stadtzentrum von Kristiansand sind es ca. 18 km in südwestlicher Richtung. Der höchste Punkt liegt bei 1.011 m. Die Postleitzahl ist 4658 Tveit.

## Name
Die Kommune – ursprünglich eine Pfarrei – wurde nach dem alten Bauernhof Tveit benannt (altnordisch: Þveit), da dort die erste Kirche stand. Der Name ist mit dem Wort „Þveit“ identisch, was so viel bedeutet wie „eine gerodete Fläche mitten im Wald“. Der Name wechselte über die Jahrhunderte von Tved (1801), Thvet (1865) und Tveid (1900) zu dem heutigen Tveit.

## Geschichte
Tveit wurde am 1. Januar 1838 als Kommune gegründet (siehe Formannskapsdistrikt). Am 1. Januar 1965 wurden die Kommunen Tveit, Oddernes, Randesund und Kristiansand zu einer größeren Kommune zusammengelegt.

## Bevölkerungsentwicklung
- 1801: 1982 Personen und 113 Betriebe
- 1865: 1471 Personen in 267 Häusern
- 1900: 1775 Personen in 323 Häusern
- 1951: 1825 Personen
- 1964: 2725 Personen
- 2004: 2831 Personen
- 2009: 1418 Personen

## Bekannte Einwohner
- Bernt Balchen (1899–1973), norwegischer Polarforscher Luftfahrtpionier und US-Colonel
- Marcus Gjøe Rosenkrantz (1814–1815), Ministerpräsident von Norwegen

Die Vorfahren des ehemaligen US-Vizepräsidenten Hubert H. Humphrey (1911–1978) stammten aus Tveit. In der Kirche von Tveit hängt eine Gedenktafel die an den Besuch Humpreys erinnert.

## Sportmöglichkeiten
In Tveit liegt eine Skicenter und der Fußballverein Tveit IL. Für Sportfischer besteht die Möglichkeit am Tovdalselva Fluss Lachse zu angeln.